# Vert de Paris
Ne doit pas être confondu avec Vert émeraude.

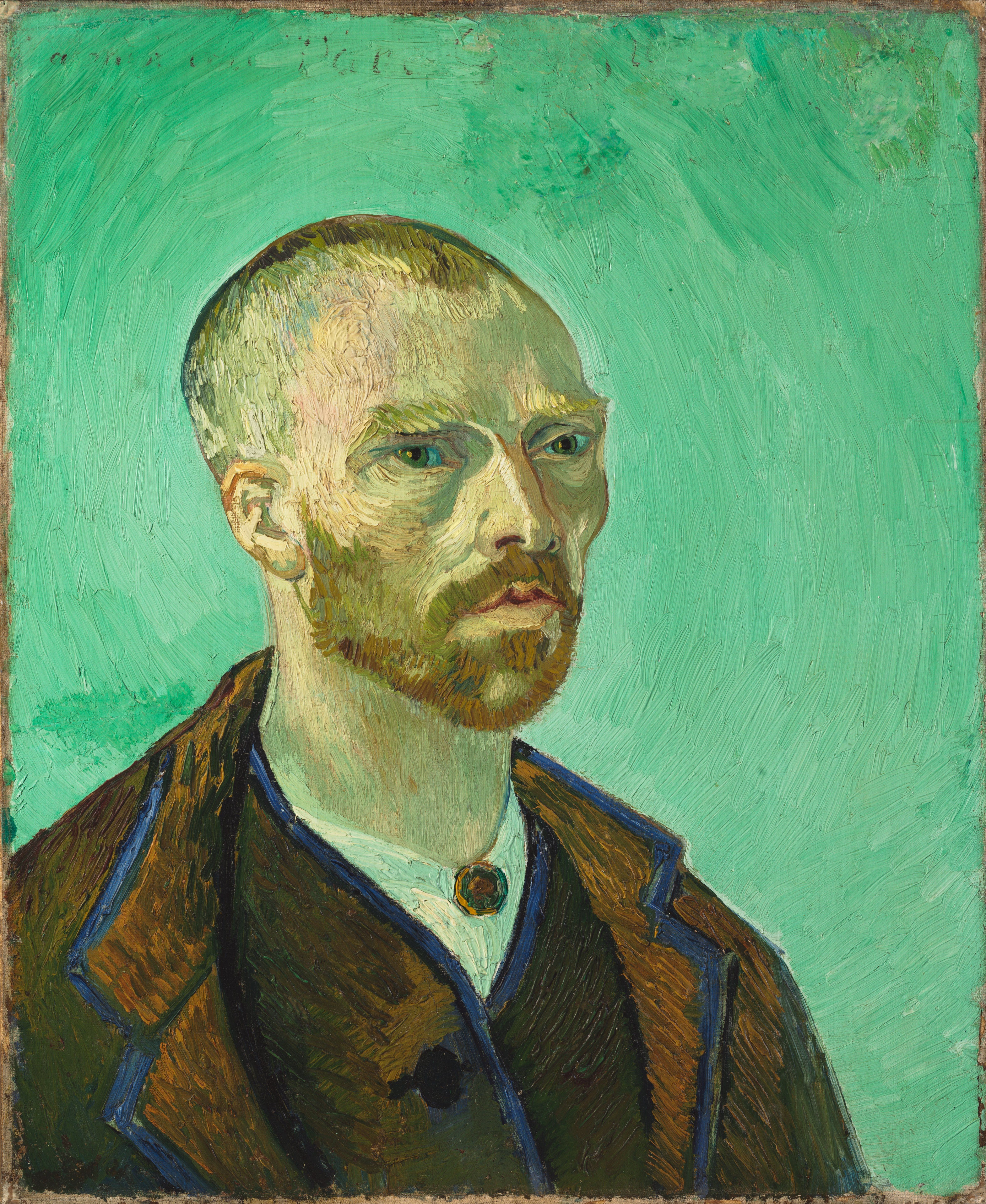
Vincent van Gogh, autoportrait dédié à Paul Gauguin (1888), musée Fogg de Cambridge (Massachusetts). L'à-plat du fond est peint en vert de Paris

Le vert de Paris ou vert de Schweinfurt est le nom commun pour l'acéto-arsénite de cuivre, pigment référencé au Colour Index comme PG21, un complexe bleu-vert très toxique. Il est utilisé dans quatre principales fonctions
- pigments ; teintures, papiers peints, peinture
- poisons pour animaux (le plus souvent rodenticides) ;
- pesticide : insecticides, fongicides, raticides, souricides ;
- colorant bleu pour les feux d'artifice.

## Histoire
Le pigment a été découvert en 1814 par Russ et Sattler, un fabricant de peintures installé dans la ville de Schweinfurt. En France, il a aussi été appelé Vert Mitis et Vert de Vienne. Il a été plus généralement  disponible à partir de 1822, et se trouve dans les catalogues des producteurs français jusqu'en 1926. Il est désigné aussi en anglais comme Emerald green, mais ne doit pas être confondu avec le vert émeraude. Il fut utilisé jusque vers 1960.
Pendant cette période, les artistes peintres ont utilisé ce vert de Schweinfurt dont les pigments modernes de la chimie n'atteignent pas la luminosité[réf. souhaitée]. L’imitation moderne est appelée « vert permanent »[réf. nécessaire].
Il était autrefois utilisé pour tuer les rats dans les égouts parisiens, d'où le nom de vert de Paris,. Il fut également utilisé en Amérique et ailleurs comme produit insecticide sur les pommes. Vers 1900, il fut mélangé avec de l'arséniate de plomb. Mais si ce mélange attaquait de surcroît les mauvaises herbes autour des arbres, il nuisait également à ces arbres, ce qui, outre la toxicité pour l'homme, était un inconvénient majeur[réf. souhaitée].
Les artistes préparaient leur propre peinture à l'huile avec le vert de Paris obtenu à partir d'un mélange toxique[réf. nécessaire]. Les vapeurs toxiques de l'arsenic se dégagent de la peinture au séchage[réf. nécessaire]. Des impuretés mais également les molécules se dégradent spontanément : un gaz pyrophorique très toxique, l’arsine, issu de l’arsenic[réf. nécessaire].
Le peintre Cézanne utilisa du vert de Paris pour l'aquarelle. D'autres artistes de cette époque l'employèrent à l'huile, comme Van Gogh. Cézanne développa un grave diabète qui est un symptôme chronique de l’intoxication à l’arsenic[réf. souhaitée]. La cécité de Monet et les troubles neurologiques de Van Gogh furent très certainement liés à leur utilisation du vert de Paris, mais également par l’intoxication aux pigments de plomb, à base de mercure vermillon, et des solvants tels que l'essence de térébenthine.[réf. souhaitée]
En 1921, Hackett a mis en évidence les propriétés larvicides du vert de Paris (sur les larves de moustiques), ce qui en a fait, avant la découverte du DDT, un outil dans la lutte contre le paludisme.

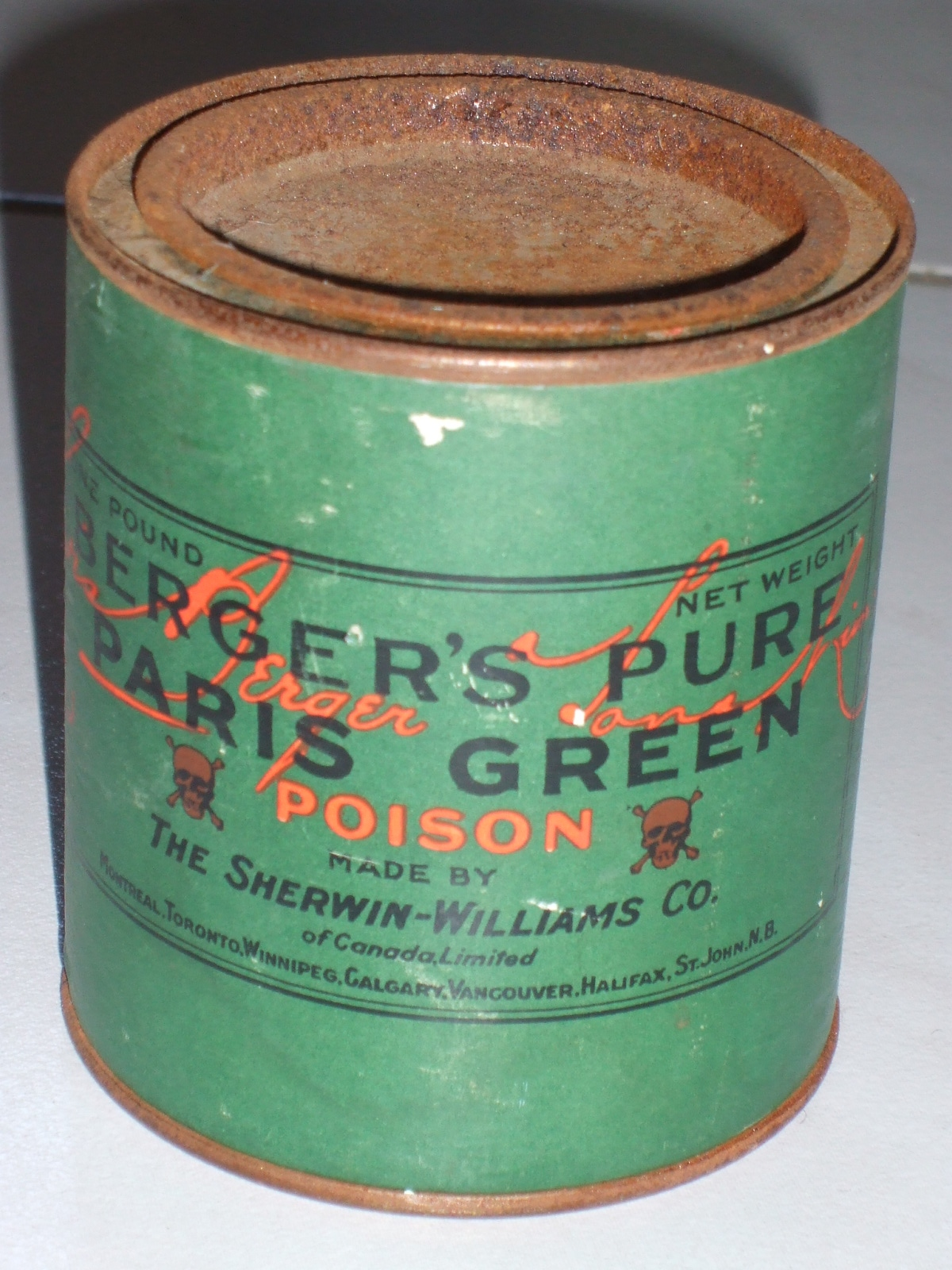
Une ancienne boîte canadienne de vert de Paris, mettant en évidence, notamment par des symboles de têtes de mort, la toxicité de son contenu.
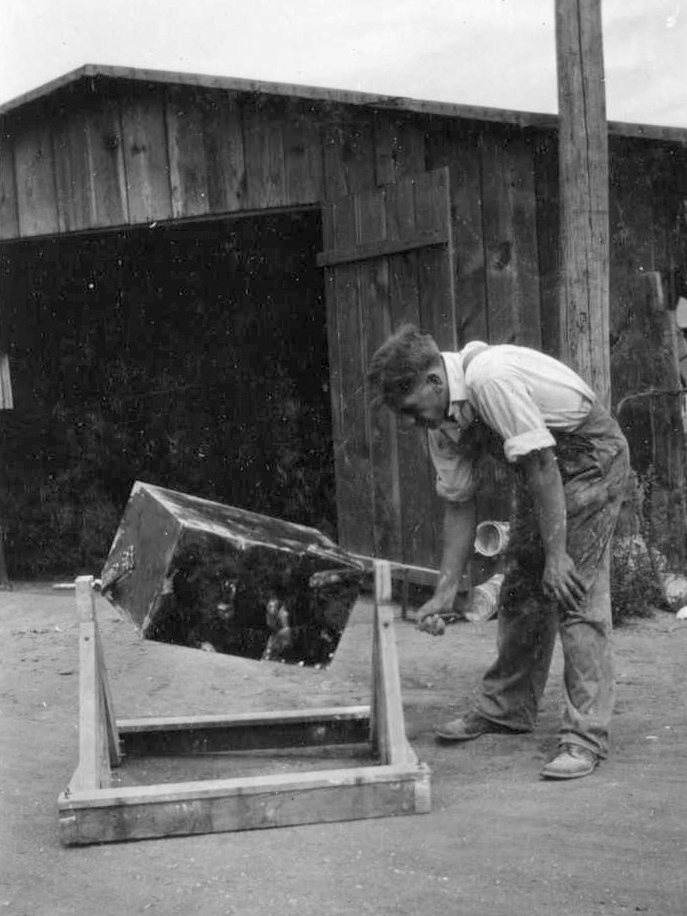
Barattage par un soldat américain de vert de Paris, ici mélangé avec de la poussière de route, destiné à lutter contre le paludisme par déversement dans les cours d'eau ou zones humides où pondent les moustiques (Seconde Guerre mondiale) ; Army Medical Museum.
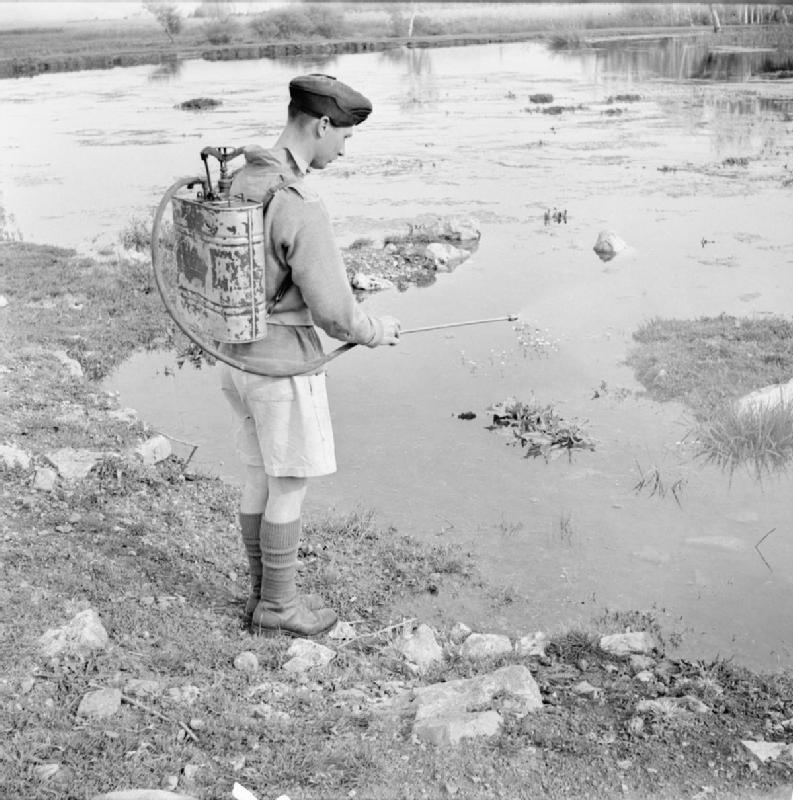
En Syrie, le 11 mai 1942, un militaire britannique pulvérise une mare avec du vert de Paris pour y tuer larves et pupes de moustiques et ainsi prévenir le risque paludéen.

Le vert de Paris est également utilisé au XIXe siècle comme pigment des toiles colorées utilisées pour la reliure. Il donne aux ouvrages une couleur verte. La manipulation fréquente de ces ouvrages peut provoquer des affections comme des démangeaisons, problèmes respiratoires, nausées. La présence de ce pigment n'a été détectée que récemment dans les collections des bibliothèques en Europe et aux États-Unis. En 2022, la responsable du laboratoire de conservation de la bibliothèque du Winterthur Museum, et l'Université du Delaware, ont commencé un inventaire de tous ces volumes. Le vert de Paris a servi surtout dans les pays anglo-saxons, en Allemagne et exceptionnellement en France ; en mars 2024 certaines bibliothèques universitaires allemandes ont mis en quarantaine les ouvrages suspects, comme la Bibliothèque nationale de France, en croisant les données de leur catalogue avec la liste des ouvrages référencés par l'inventaire américain. Mais sur les 28 ouvrages concernés de la BnF, seulement quatre avaient effectivement une couverture teintée au vert de Schweinfurt, soit que la couverture d'origine en ait été exempte, soit qu'elle ait été remplacée au cours des XIXe et XXe siècles.

### Articles et podcast
- Les univers du livre ActuaLiTTé Clémence Leboucher : Mortelles lectures ? Si vous trouvez un de ces livres, attention à vous… (2022)

France info culture Sébastien  Baer : "Ça peut déclencher des malaises, vomissements ou diarrhées" : en Allemagne, des livres du 19e siècle colorés à l'arsenic sont retirés des bibliothèques. (2024) 
France inter : Pourquoi le vert est-il tabou sur les scènes de théâtre ? https://www.radiofrance.fr/franceinter/pourquoi-le-vert-est-il-tabou-sur-les-scenes-de-theatre-3302804 (2017)
France Inter : La symbolique du vert https://www.radiofrance.fr/franceinter/podcasts/grand-bien-vous-fasse/le-vert-dans-notre-vie-quotidienne-1167625 50 min (2017)

### En bibliothèque
- Amélie Bonney, « Les enquêtes sur les dangers du vert de Schweinfurt et la santé au travail en France (1835-1860) », sur https://journals.openedition.org/, 2021 (consulté le 2024)
- Recherches sur les dangers que présentent le vert de Schweinfurt, le vert arsenical, l'arsénite de cuivre, Chevallier, Alphonse (1793-1879),  J.-B. Baillière et fils (Paris), 1859. Livre numérisé consultable en ligne avec mode texte :  ark:/12148/bpt6k65272084
- Le Vert de Schweinfurt dans la prophylaxie du paludisme, Indacochea Ponce de Leon, Abelardo. Paris, M. Vigné, 1935. In-8, 103 p., fig. [1993] - Thèse de médecine. Paris. Doctorat d'Université. 1935. N° 424. Dans les Bibliothèques universitaires > catalogue sudoc
- Pigments empoisonnés. Les verts arsenicaux, Alison Matthews David, Ivan Ricordel, Myriam Couturier. HAL Open Science
- Notes sur les bonbons coloriés par des substances vénéneuses, G. Trévet,.. impr. de A. Courcier (Paris). 1831  Livre numérisé consultable en ligne avec mode texte :  ark:/12148/bpt6k65711690  Dans les Bibliothèques universitaires > catalogue sudoc
- Essais sur les maladies qui atteignent les ouvriers qui préparent le vert arsenical et les ouvriers en papiers peints qui emploient dans la préparation de ces papiers le vert de Schweinfurt; moyens de les prévenir,  A. Chevallier, Imp. P. Renouard, Paris (1847) Dans les Bibliothèques universitaires > catalogue sudoc
- Enquêtes médicales (XIXe-XXIe siècle) / dossier coordonné par Léa Delmaire, Pierre Nobi et Paul-Arthur Tortosa. n° de la revue "Histoire, médecine et santé=History, medicine and health", ISSN 2263-8911, n° 19, été 2021  Dans les Bibliothèques universitaires > catalogue sudoc lire en ligne Histoire médecine et santé